# SAFAR
SAFAR (Société Africaine de Fabrication des Automobiles Renault) war ein Hersteller von Automobilen von der Elfenbeinküste. Eine andere Quelle schreibt Automobiles Régie Renault S.A.

## Unternehmensgeschichte
Renault gründete 1962 das Unternehmen in Abidjan. Die Produktion von Nutzfahrzeugen und Automobilen nach Lizenz von Renault begann im gleichen Jahr. Der Markenname lautete Renault. Das Werk hatte eine Größe von 12.850 m² und konnte jährlich maximal 7500 Fahrzeuge herstellen. Mitte der 1980er Jahre endete die Produktion.

## Fahrzeuge
SAFAR montierte die Modelle Renault 4, Renault 12 und Renault 16 sowie den Kastenwagen auf Basis des Renault 4.
Das einzige eigenständige Modell war der Bandama. Dies war ein offenes Freizeitauto im Stil des Citroën Méhari. Er basierte auf der Nutzfahrzeugvariante des Renault 4. Eine Quelle sieht eine Ähnlichkeit zum Jeep. Von 1978 bis zur Einstellung etwa 1981 entstanden jährlich bis zu 150 Fahrzeuge dieses Typs.

## Produktionszahlen bis 1973
| Jahr | Produktionszahl |
| ---- | --------------- |
| 1962 | 1100            |
| 1963 | 1170            |
| 1964 | 1890            |
| 1965 | 1790            |
| 1966 | 1860            |
| 1967 | 1330            |
| 1968 | 1850            |
| 1969 | 2340            |
| 1970 | 2985            |
| 1971 | 3833            |
| 1972 | 3696            |
| 1973 | 3254            |

Die gleiche Quelle gibt für 1972 auch 4128 Fahrzeuge und für 1973 4239 Fahrzeuge an.